# Nyckelperson
En nyckelperson är en person som är av betydande vikt för företaget eller verksamheten på grund av den information personen besitter, den kunskap denna har eller de färdigheter denna utvecklat inom visst område. Förlust eller frånvaro av denna person kan vara en negativ belastning för företaget eller verksamheten. En nyckelperson är inte nödvändigtvis chef eller ledare för verksamheten.